# Sains-lès-Fressin
Sains-lès-Fressin és un municipi francès situat al departament del Pas de Calais i a la regió dels Alts de França. L'any 2007 tenia 184 habitants.

## Demografia

### Població
El 2007 la població de fet de Sains-lès-Fressin era de 184 persones. Hi havia 60 famílies de les quals 8 eren unipersonals (8 dones vivint soles i 8 dones vivint soles), 16 parelles sense fills, 32 parelles amb fills i 4 famílies monoparentals amb fills.
La població ha evolucionat segons el següent gràfic:
Habitants censats

### Habitatges
El 2007 hi havia 73 habitatges, 62 eren l'habitatge principal de la família, 10 eren segones residències i 1 estava desocupat. Tots els 73 habitatges eren cases. Dels 62 habitatges principals, 37 estaven ocupats pels seus propietaris i 25 estaven llogats i ocupats pels llogaters; 3 tenien dues cambres, 15 en tenien tres, 22 en tenien quatre i 22 en tenien cinc o més. 55 habitatges disposaven pel capbaix d'una plaça de pàrquing. A 30 habitatges hi havia un automòbil i a 26 n'hi havia dos o més.

### Piràmide de població
La piràmide de població per edats i sexe el 2009 era:
| Homes | Edats   | Dones |
| ----- | ------- | ----- |
| 0     | 95 o +  | 0     |
| 4     | 90 a 94 | 0     |
| 0     | 85 a 89 | 0     |
| 0     | 80 a 84 | 0     |
| 0     | 75 a 79 | 0     |
| 12    | 70 a 74 | 8     |
| 0     | 65 a 69 | 8     |
| 0     | 60 a 64 | 0     |
| 0     | 55 a 59 | 0     |
| 4     | 50 a 54 | 8     |
| 16    | 45 a 49 | 12    |
| 0     | 40 a 44 | 4     |
| 8     | 35 a 39 | 8     |
| 8     | 30 a 34 | 0     |
| 4     | 25 a 29 | 0     |
| 12    | 20 a 24 | 8     |
| 20    | 15 a 19 | 8     |
| 8     | 10 a 14 | 4     |
| 20    | 5 a 9   | 12    |
| 8     | 0 a 4   | 4     |

## Economia
El 2007 la població en edat de treballar era de 118 persones, 84 eren actives i 34 eren inactives. De les 84 persones actives 74 estaven ocupades (45 homes i 29 dones) i 10 estaven aturades (6 homes i 4 dones). De les 34 persones inactives 5 estaven jubilades, 11 estaven estudiant i 18 estaven classificades com a «altres inactius».

### Ingressos
El 2009 a Sains-lès-Fressin hi havia 59 unitats fiscals que integraven 167 persones, la mediana anual d'ingressos fiscals per persona era de 12.839 €.

### Activitats econòmiques
Dels 2 establiments que hi havia el 2007, 1 era d'una empresa extractiva i 1 d'una empresa de comerç i reparació d'automòbils.
L'any 2000 a Sains-lès-Fressin hi havia 9 explotacions agrícoles.

## Equipaments sanitaris i escolars
El 2009 hi havia una escola elemental integrada dins d'un grup escolar amb les comunes properes formant una escola dispersa.

## Poblacions més properes
El següent diagrama mostra les poblacions més properes.